# Teatro Verdi (Brindisi)
Il Nuovo Teatro Giuseppe Verdi, o brevemente Teatro Verdi, è il principale teatro della Città di Brindisi.

## Storia
Il Nuovo Teatro Verdi è stato inaugurato il 20 dicembre 2006 con un concerto diretto da Riccardo Muti alla direzione dell'Orchestra Giovanile Cherubini. Nel 2022 la presidenza della fondazione Nuovo Teatro Verdi è stata affidata a Stefano Miceli.

## Struttura

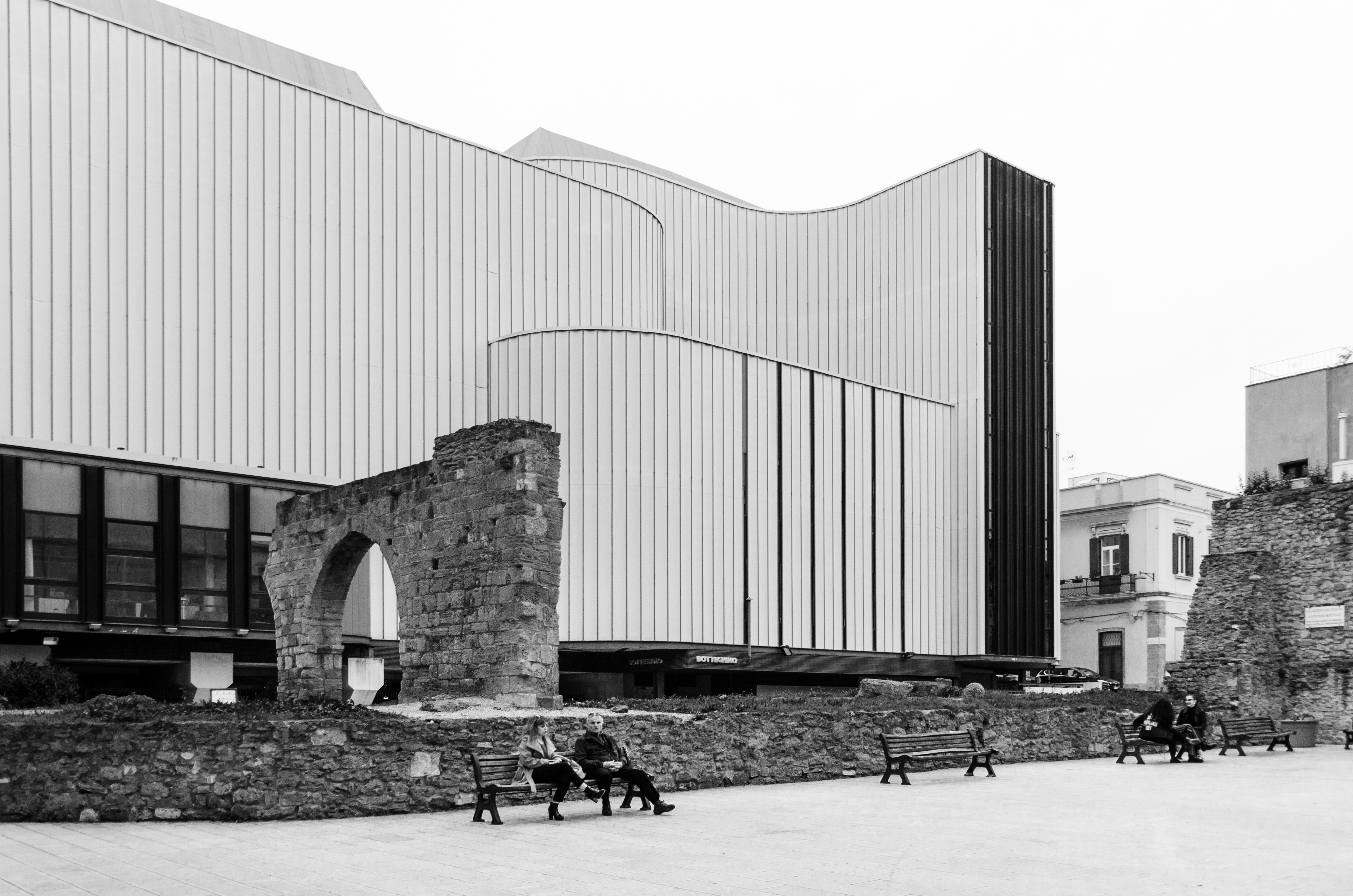
Una veduta della struttura del Teatro con le rovine antistanti

Denominato per caratteristiche strutturali "teatro sospeso" il Teatro Verdi si trova nel centro storico della città e sovrasta il sito archeologico di epoca romana visitabile per mezzo di una sopra elevazione del teatro rispetto al piano stradale. L'attenta progettazione ne esalta la stratificazione tale da potersi notare anche dall'interno del Foyer, con pavimento vetro-illuminato, le rovine romane sottostanti.
Il teatro Verdi ospita 995 posti, fra platea e galleria, dotato di uno dei palcoscenici più grandi d'Italia (è largo 25,50 m, profondo 18 m e alto 20 m; il boccascena è largo 15 m e alto 6 m. ) e presenta una superficie complessiva 4.500 metri quadrati, e un volume di 40.000 metri cubi.

## Attività artistica
Nei primi quindici anni di attività il Nuovo Teatro Verdi ha rappresentato il movimento culturale della città più significativo con una devozione alla prosa grazie ad importanti artisti ospiti. Nel 2022 il teatro ha subito un cambiamento epocale per via della presidenza della Fondazione Nuovo Teatro Verdi, assegnata a titolo volontario, a Stefano Miceli. Il Nuovo Teatro Verdi per la prima volta affronta un significativo ampliamento culturale in nuove aree artistiche. Nascono con Stefano Miceli: l'Orchestra del Nuovo Teatro Verdi, una nuova stagione sinfonica, un polo orchestrale di produzione, un festival jazzistico denominato Verdi in Jazz, un Gala Verdi per omaggiare il teatro stesso all'insegna dell'opera e dell'operista a cui il teatro è intitolato. 

## Fondazione Nuovo Teatro Verdi
Socio Fondatore
Comune di Brindisi
Presidenti:
2006-2012: Domenico Mennitti, Sindaco di Brindisi
2012-2016: Mimmo Consales, Sindaco di Brindisi
2016-2017: Angela Carluccio, Sindaca di Brindisi
2017-2018: commissario straordinario: Prefetto Santi Giuffrè
2019-2022: Katiuscia di Rocco
2022-2023: Stefano Miceli
da Ottobre 2023 - 1 Marzo 2024 (dimissioni anticipate) : Luca Ward

## Orchestra del Nuovo Teatro Verdi
L'Orchestra del Nuovo Teatro Verdi nasce per volontà di Stefano Miceli nel 2022, durante l'anno della presidenza di quest'ultimo. Essa rappresenta, per la prima volta nella storia del Nuovo Teatro Verdi, la compagine orchestrale residente e di produzione del teatro stesso. Debutta il 1º gennaio 2022 in occasione del Concerto di Capodanno al Nuovo Teatro Verdi e si esibisce nell'omonima stagione sinfonica del teatro, mai esistita fino a quel momento. Diverse istituzioni nazionali ed internazionali partecipano alla nascita dell'orchestra, fra cui il Sottosegretario Generale alle Nazioni Unite Atul Khare, venuto da New York, città dove anche Stefano Miceli risiede. L'Orchestra del Nuovo Teatro Verdi e la stagione sinfonica del Nuovo Teatro Verdi hanno visto la direzione musicale, a titolo volontario, del fondatore Stefano Miceli, contemporaneamente alla presidenza della Fondazione Nuovo Teatro Verdi.

## Chiusura dell'Orchestra e controversia
Nell'Agosto del 2023, appena dopo la conclusione della prima stagione sinfonica dell'Orchestra del Nuovo Teatro Verdi, pur avendo registrato bilanci in attivo, unanimi consensi e sold out a tutti i concerti, Stefano Miceli, presidente della Fondazione Nuovo Teatro Verdi, decide di lasciare la presidenza immediatamente dopo l'insediamento del nuovo Sindaco della Città di Brindisi, Giuseppe Marchionna, quest'ultimo eletto nelle file di Forza Italia. Giuseppe Marchionna era già stato eletto una prima volta sindaco della città di Brindisi nel 1992 nelle file del partito socialista italiano e negli anni ‘90 aveva subito un arresto.  Con il neo sindaco, Stefano Miceli, uomo di teatro molto noto e soltanto un anno prima nominato presidente per chiara fama della fondazione Nuovo Teatro Verdi, aveva avuto forti divergenze di pensiero culturale con il neo sindaco Giuseppe Marchionna, a cui sono seguite le sue dimissioni volontarie. Il sindaco della Città di Brindisi, Giuseppe Marchionna, con un ritardo di circa 2 mesi, senza alcuna pubblica audizione dei candidati che avevano di diritto partecipato al bando di selezione per la presidenza della Fondazione Nuovo Teatro Verdi, ha dunque nominato Luca Ward alla presidenza della Fondazione Nuovo Teatro Verdi, persona notoriamente vicina alla destra italiana, in successione alla presidenza di Stefano Miceli.  Il Sindaco Giuseppe Marchionna decide di chiudere l'Orchestra del Nuovo Teatro Verdi di Brindisi e la derivata stagione sinfonica, in piena intesa con il nuovo presidente, da lui designato, e con il suo consulente artistico Carmelo Grassi, persona ritenuta molto vicina a Giuseppe Marchionna. La scelta ha suscitato unanime disdegno dei cittadini, delle istituzioni del territorio e di enti culturali nazionali. Qualche mese dopo l'Orchestra del Nuovo Teatro Verdi avrebbe dovuto affrontare la sua prima tournée in Cina su invito di Stefano Miceli. La cittadinanza di Brindisi ha continuato a reclamare il ritorno di Stefano Miceli alla presidenza della Fondazione Nuovo Teatro Verdi di Brindisi e della neonata orchestra, ma i diversi appelli e petizioni, di migliaia di persone, non sono mai stati accolti dal sindaco Giuseppe Marchionna. Dopo appena cinque mesi dalla designazione, il 1 Marzo 2024, sono giunte anche le dimissioni volontarie anticipate di Luca Ward, il quale ha immediatamente consegnato ogni responsabilità a Giuseppe Marchionna, quest’ultimo mai gradito ad entrambi i presidenti che si sono avvicendati durante la sua carica di pubblica amministrazione. Il Nuovo Teatro Verdi ha continuato la sua attività culturale in ambito di prosa e spettacoli comici, privo della sua orchestra residente, della stagione sinfonica, del festival jazzistico Verdi in Jazz e del Verdi Galà, che ha potuto annoverare solo in unica edizione.